# جوش نوريس
جوش نوريس (بالإنجليزية: Josh Norris)‏ هو لاعب هوكي الجليد أمريكي، ولد في 5 مايو 1999 في مقاطعة أوكلاند في الولايات المتحدة.

## وصلات خارجية
- جوش نوريس على موقع دوري الهوكي الوطني (الإنجليزية)
- جوش نوريس على موقع EliteProspects.com (الإنجليزية)
- جوش نوريس على موقع Eurohockey.com (الإنجليزية)
- جوش نوريس على موقع HockeyDB.com (الإنجليزية)